# Liste der norwegischen Landschaften

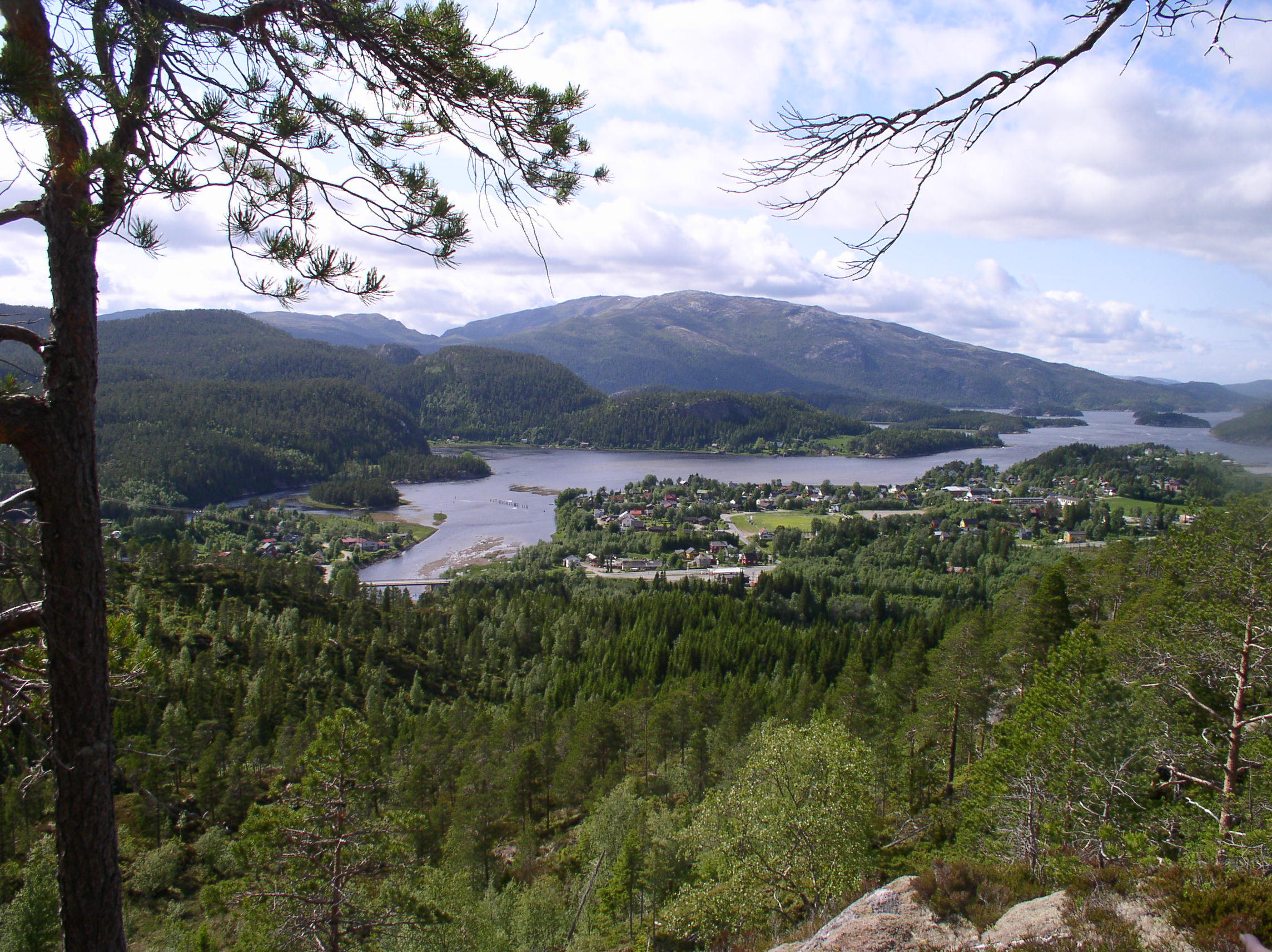
Ein Bild aus Namdalen: Bangsund in der Kommune Namsos

Norwegische Landschaften sind keine offiziellen Bezeichnungen für aktuelle oder frühere politische Verwaltungseinheiten, sondern werden zur Benennung von Gebieten mit einheitlichen naturgeografischen, sprachlichen oder historischen Eigenschaften verwendet. Landschaft (Landskap) ist daher nicht mit Fylke oder Landesteil (Landsdel) zu verwechseln, auch wenn einige alte Landschaftsnamen als Fylkenamen übernommen worden sind.
Norwegens Flusstäler wurden oft als -dal bzw. -dalen zur Bezeichnung von Landschaften herangezogen. Die Suffixe -land oder -fylke verweisen auf die alten Kleinkönigreiche und Grafschaften aus der Zeit vor der Einigung Norwegens. Einige Landschaften gehen auf Volksbezeichnungen zurück, wie Romerike (Reich der Raumenes) oder Hadeland (Land der Hadener).
- Agder
- Fosen oder Fosna
- Gauldalen
- Gudbrandsdalen
- Hadeland
- Haugalandet
- Hedmarken
- Helgeland
- Hordaland
- Hålogaland
- Innherred oder Innherad
- Jæren
- Lofoten
- Namdalen
- Nordland
- Nordmøre
- Numedal
- Ofoten
- Ringerike
- Romerike
- Romsdal
- Ryfylke
- Salten
- Solør
- Sunnmøre
- Toten
- Trøndelag
- Valdres
- Vesterålen
- Østerdalen